# Green Eyes
"'Green Eyes'" (en español Ojos Verdes) es una canción de la banda británica Coldplay, escrita por sus integrantes. Fue editada en su exitoso segundo álbum de estudio A Rush of Blood to the Head en 2002 y lanzada como séptima canción. 
Es una canción que cuando se toca en vivo suele hacerse a un tiempo menor. En una edición especial del sencillo Clocks en Alemania, se incluye la canción y al final de ella está la canción Mooie Ellebogen, una nueva canción de apenas unos cuantos segundos de duración, solo se tocó en vivo esa vez.
En Australia se lanzó un sencillo promocional muy raro, el disco solo contiene Green Eyes.

## Música
La canción inicia con guitarra acústica a voz de Chris Martin, esto transcurre durante la mitad de la canción hasta que se le unen los demás instrumentos. Sobre el final de la canción vuelve la guitarra acústica sola con la voz como al principio.